# Gare de Saint-Omer (Pas-de-Calais)
Gare de Saint-Omer vasútállomás Franciaországban, Saint-Omer településen.

## Vasútvonalak
Az állomást az alábbi vasútvonalak érintik:
- Lille–Fontinettes-vasútvonal

## Kapcsolódó állomások
A vasútállomáshoz az alábbi állomások vannak a legközelebb:
- Gare de Watten - Éperlecques
- Gare de Renescure
- Gare d’Hazebrouck